# Clathrina septentrionalis
Clathrina septentrionalis är en svampdjursart som beskrevs av Rapp, Klautau och Valentine 200. Clathrina septentrionalis ingår i släktet Clathrina och familjen Clathrinidae. Inga underarter finns listade i Catalogue of Life.